# Marcus Stephen
Marcus Ajamada Stephen (* 1. Oktober 1969 in Anetan) ist ein ehemaliger nauruischer Gewichtheber und Politiker. Vom 19. Dezember 2007 bis 10. November 2011 war er amtierender Präsident und Staatsoberhaupt der Republik Nauru. Seit 2019 ist er Abgeordneter des nauruischen Parlaments, dem er zuvor schon von 2003 bis 2016 angehörte.

## Leben

### Sportliche Karriere
Er spielte zunächst Australian Football für die lokale Mannschaft Aces, entschied sich dann aber fürs Gewichtheben. 1989 gründete man die Nauru Weightlifting Federation (NWF), um den damals einzigen Profi-Gewichtheber Stephen bei internationalen Wettkämpfen starten zu lassen.
Zwischen den Jahren 1988 und 2000 gewann er 10 Mal die Ozeanienmeisterschaften im Gewichtheben und ist damit, zusammen mit Yukio Peter, der Rekordhalter im Gewinn dieses Wettbewerbs.
1992 nahm er erstmals an den Olympischen Spielen 1992 in Barcelona teil. Da es damals noch kein Olympisches Komitee in Nauru gab, beantragte er erfolgreich die Staatsbürgerschaft Samoas und durfte für Samoa starten. 1993 erfolgte dann die Gründung des Komitees und somit konnte Stephen in Atlanta 1996 und Sydney 2000 für Nauru antreten.
Beim olympischen Fackellauf nach Sydney durfte Stephen die Fackel bei ihrem Halt in Nauru tragen.
Bei den Commonwealth Games erreichte er jedoch seine größten Erfolge: 1990 gewann er überraschend die Goldmedaille im Reißen in der Kategorie bis 60 kg. 1994 in der Kategorie bis 59 kg und 1998 in der Kategorie bis 62 kg holte er je dreimal Gold. Bei seiner letzten Teilnahme 2002 in Manchester gewann er nochmals dreimal die Silbermedaille in der Kategorie bis 62 kg.
Den größten Erfolg feierte er 1999 bei den Weltmeisterschaften in Athen, als er Vizeweltmeister im Stoßen in der Kategorie bis 62 kg wurde.

### Politische Karriere
Seit 1997 ist er Finanzverantwortlicher beim Nauruischen Olympischen Komitee. Am 3. Mai 2003 wurde Stephen bei den Parlamentswahlen mit 215 Stimmen für den Wahlkreis Anetan ins Nauruische Parlament gewählt. Während der letzten Präsidentschaft von René Harris vom 8. August 2003 bis 22. Juni 2004 war Stephen Erziehungs- und Finanzminister von Nauru, musste das Amt jedoch wieder niederlegen, als Ludwig Scotty neuer Präsident wurde. Im Oktober 2004 schaffte er die Wiederwahl ins Parlament.
Nachdem Nauru der internationalen Walfangkommission (IWC) am 15. Juni 2005 beigetreten ist, wurde Stephen zum nauruischen Abgesandten des IWC ernannt. Er vertrat Nauru am IWC-Kongress im Juni 2005 im südkoreanischen Ulsan. Im August 2007 wurde er ins Parlament wiedergewählt und wurde von der geschrumpften Opposition als Präsidentschaftskandidat nominiert, unterlag aber Scotty in der Kampfabstimmung im Parlament deutlich mit 3 zu 14 Stimmen. Am 19. Dezember 2007 gewann Stephen überraschend ein Misstrauensvotum mit 10 zu 7 Stimmen gegen Scotty und wurde als neuer Präsident und Staatsoberhaupt vereidigt. Sein Kabinett besteht aus Außen- und Verkehrsminister Kieren Keke, Finanz- und Wirtschaftsminister Frederick Pitcher, Handels- und Industrieminister Fabian Ribauw, Justiz- und Erziehungsminister Roland Kun und Gesundheits- und Sportminister Matthew Batsiua. Stephen selbst übernimmt zusätzlich das Ministerium für Inneres, Öffentlichkeitsdienste und Phosphatgewinnverwaltung. Am 10. November 2011 trat Stephen zurück, zu seinem Nachfolger wurde Frederick Pitcher gewählt.
Bei der Parlamentswahl am 9. Juli 2016 erhielt er in seinem Wahlkreis Anetan nur die dritthöchste Stimmenzahl und wurde somit nicht wiedergewählt. Bei der Parlamentswahl 2019 erreichte er dagegen den zweithöchsten Wert bei der Stimmenauszählung und gelangte somit wieder ins Parlament.